# AirAsia
AirAsia Berhad (MYX: 5099) is een Maleisische luchtvaartmaatschappij met als thuisbasis Kuala Lumpur, Maleisië. AirAsia voert nationale, internationale en intercontinentale vluchten uit en is in Azië de grootste lowcostluchtvaartmaatschappij. AirAsia was de eerste maatschappij die begon met het lowcostconcept in Azië.
De belangrijkste hub is Kuala Lumpur International Airport 2 (KLIA 2). Op deze luchthaven opereren uitsluitend lowcostluchtvaartmaatschappijen en deze luchthaven is tegen het al bestaande Kuala Lumpur International Airport (KLIA) gebouwd. Sinds de opening in mei 2014 is AirAsia de grootste gebruiker van Kuala Lumpur International Airport 2. De partnermaatschappijen Thai AirAsia en Indonesia AirAsia vliegen vanaf de vliegvelden Internationale Luchthaven Don Mueang, te Bangkok in Thailand en Internationale luchthaven Soekarno-Hatta bij Jakarta in Indonesië.

## Geschiedenis
De maatschappij werd in 1993 opgericht als staatsbedrijf in het conglomeraat DRB-Hicom, en voerde op 18 november 1996 haar eerste vlucht uit. Op 2 december 2001 werd de zwaar verlieslijdende maatschappij voor het symbolische bedrag van 1 Maleisische Ringgit gekocht door Tune Air Sdn Berhad van Tony Fernandes, een voormalige regionale onderdirecteur van Warner Music Group. Onder Fernandes beleefde AirAsia een opmerkelijke wederopstanding. In 2002 maakte het bedrijf weer winst en begon het in recordtempo nieuwe lijnen toe te voegen aan het netwerk vanaf de hub op Kuala Lumpur International Airport. Hierbij waren de aangeboden tarieven steevast flink lager dan die van Malaysia Airlines.

### 2003-2005
In 2003 opende AirAsia een tweede hub op Senai Airport in Johor Bahru bij Singapore en voerde het haar eerste internationale vlucht naar Bangkok, Thailand uit. Sindsdien heeft AirAsia een Thaise dochteronderneming opgezet; heeft het Singapore zelf toegevoegd aan de lijst van bestemmingen; en is het begonnen met vluchten naar Indonesië. Vluchten naar Macau begonnen in juni 2005, en vanaf april 2005 wordt ook naar het vasteland in China (Xiamen), de Filipijnen (Manilla) gevlogen. Later in 2005 kwamen hier vluchten naar Vietnam en Cambodja bij, en in 2006 werden Brunei en Myanmar aan de bestemmingen toegevoegd. Vluchten op deze laatste bestemmingen worden uitgevoerd door Thai AirAsia.

### 2006
Op 23 maart 2006 werd op het vliegveld Kuala Lumpur International Airport een nieuwe terminal geopend, die geheel voor low-cost vluchten was gebouwd. Deze Low Cost Carrier Terminal (LCCT) heeft RM 108 miljoen gekost en heeft een oppervlakte van 35.000 vierkante meter. Hij zal in eerste instantie tot tien miljoen passagiers per jaar kunnen verwerken.
AirAsia heeft met de laagste kosten per kilometer per passagier, van US$0.023. Bij een boekingsgraad van 52% draait het bedrijf al breakeven. Vliegtuigen kunnen gemiddeld in 25 minuten gereed gemaakt worden voor de retourvlucht en het personeel is ongeveer drie keer zo productief als dat van Malaysia Airlines. Vliegtuigen worden dertien uur per dag gebruikt.
AirAsia is op dit moment de grootste afnemer van Airbus A320-vliegtuigen. Het bedrijf heeft een order van 175 stuks van hetzelfde vliegtuig uitstaan om de bestaande en toekomstige routes te bedienen. Het eerste exemplaar werd op 8 december 2005 in gebruik genomen. Tot 2013 zullen nog zeker 50 stuks volgen.
Op 27 maart 2006 kondigde de Maleisische regering aan dat AirAsia 96 minder belangrijke routes zou overnemen bij de reeds eerder overgenomen 19 belangrijke routes. Dit was een onderdeel van het opschonen van het bestand van Malaysia Airlines, dat vanaf 1 augustus 2006 een groot deel van de routes verloor aan AirAsia.
Op 27 december 2006 onthulde de bestuursvoorzitter Tony Fernandes van AirAsia een vijfjarenplan om de aanwezigheid in Azië verder uit te breiden. In het plan gaat AirAsia onder meer het netwerk aan bestemmingen verstevigen door alle bestaande bestemmingen in de regio te verbinden en verder uit te breiden in Indochina, Indonesië, zuidelijk China en India. De maatschappij zal zich via de dochterondernemingen Thai AirAsia en Indonesia AirAsia richten op de hubs in Bangkok en Jakarta.

### 2007
Vanaf september 2007 worden alle vluchten van AirAsia vanaf de hub in Kuala Lumpur uitgevoerd met A320 vliegtuigen. Thai AirAsia nam de eerste Airbus A320 in oktober 2007 in ontvangst; Indonesia AirAsia volgde in januari 2008.
Op 5 april 2007 kondigde AirAsia een samenwerking van drie jaar aan met het Britse Formule 1 team AT&T Williams. De naam van de luchtvaartmaatschappij staat op de helmen van Nico Rosberg en Alexander Wurz en op diverse delen van de racewagens.
In augustus 2007 kondigde Virgin-topbestuurder Richard Branson aan een belang van 20 procent te zullen nemen in AirAsia X.

## Extra diensten
Op 24 april 2007 startte AirAsia het inchecken via de website. Dit maakte AirAsia de eerste luchtvaartmaatschappij in Maleisië die deze mogelijkheid aanbood en die ook het printen van de instapkaarten aan de klanten overliet.

Op 15 mei 2007 begon AirAsia onder de naam "Xpress Boarding" met een nieuwe service, waarbij passagiers tegen een kleine bijbetaling voorrang kunnen krijgen bij het instappen en op hun gemak een stoel kunnen uitkiezen. Dit product is op dit moment te gebruiken op alle bestemmingen van AirAsia, inclusief die van Thai AirAsia en Indonesia AirAsia.

## Dochterondernemingen

### Thai AirAsia
Thai AirAsia (Thai: ไทยแอร์เอเชีย) werd opgericht op 8 december 2003 als een samenwerkingsverband met Shin Corporation. Vluchten begonnen op 13 januari 2004 vanaf de hub Internationale Luchthaven Don Mueang. Sinds 25 september 2006 worden deze vluchten uitgevoerd vanaf de Internationale Luchthaven Suvarnabhumi, maar inmiddels is deze maatschappij terugverhuisd naar Don Mueang. De huidige bestuursvoorzitter van de luchtvaartmaatschappij Thai AirAsia is Tassapon Bijleveld.

### Indonesia AirAsia
AirAsia nam in 2004 een 49%-belang in de niet-actieve luchtvaartmaatschappij AWair. AWair begon in december 2004 vluchten uit te voeren voor AirAsia; op 1 december 2005 was de hele vloot voorzien van het merk AirAsia. Deze dochteronderneming gebruikt de Internationale luchthaven Soekarno-Hatta, het internationale vliegveld van Jakarta, als hub. De huidige bestuursvoorzitter van de luchtvaartmaatschappij Indonesia AirAsia is Sendjaja Widjaja.

### AirAsia X
AirAsia X is de tak van AirAsia die vluchten uitvoert waarvan de vliegtijd langer dan vier en een half uur is. Deze vluchten worden uitgevoerd met een Airbus A330-300 of een Airbus A340-300 die allemaal geleased zijn. AirAsia X voert vooral vluchten uit naar Australië en Azië. Sinds 11 maart 2009 wordt ook gevlogen op Londen; de eerste Europese bestemming. Vanaf februari 2011 vloog AirAsia X ook op de Frans luchthaven Orly. Deze vluchten werden in januari 2012 geschrapt. De huidige bestuursvoorzitter van AirAsia X is Azran Osman Rani.

### Thai AirAsia X
Net als AirAsia X, voert Thai Air Asia X vluchten uit met een vliegtijd langer dan vier en een half uur. Thai AirAsia X voert zijn vluchten uit vanaf Internationale Luchthaven Don Mueang. Thai AirAsia X's eerste vlucht is gepland naar Seoul-Incheon op 17 juni 2014 waarna ook de bestemmingen Osaka-Kansai en Tokyo-Narita op 1 september 2014 volgden.

### AirAsia Japan
Was een samenwerking tussen All Nippon Airways en AirAsia. Door een intern conflict stopte deze maatschappij haar diensten op 27 oktober 2013 waarna de maatschappij omgedoopt werd tot Vanilla Air.
In een persbericht op 1 juli 2014 kondigde AirAsia een herlancering van AirAsia Japan aan, waarvan de eerste vluchten gepland zijn voor zomer 2015.

### AirAsia Zest
Is een samenwerking tussen AirAsia en AMY Holdings Inc.. AirAsia had reeds een samenwerkingsakkoord met Zest Air. Onder druk van de Filipijnse overheid schrapte Zest Air op 16 augustus 2013 om veiligheidsredenen al haar vluchten. AirAsia en Zest Air fuseerden, om op 18 september 2013 diensten te starten onder de naam AirAsia Zest.

### Philippines AirAsia
Is een samenwerking tussen Filipijnse investeerders en AirAsia. Op 7 februari heeft deze maatschappij toestemming gekregen van de Filipijnse overheid om in Filipijns luchtruim te vliegen. Een eerste vlucht moet nog plaatsvinden.

## Vloot
De vloot van AirAsia bestaat uit:
- 167 Airbus A320-200 (61 besteld)
  - AirAsia: 81
  - Indonesia AirAsia: 30
  - Thai AirAsia: 37
  - AirAsia Zest: 16
  - Philippines AirAsia: 2
  - AirAsia India: 1
- 18 Airbus A330-300 (39 besteld)
  - AirAsia X: 18
- 2 Airbus A340-300
  - AirAsia X: 2
- Airbus A350 (10 besteld)

Voorheen had AirAsia ook nog Boeing 737-300-toestellen in dienst maar al deze toestellen zijn vervangen door de Airbus A320-200.

## Incidenten en ongelukken
- Op 7 november 2004 gleed de Boeing 737 van AirAsia-vlucht 104 na een landing op Kota Kinabalu International Airport International Airport tijdens zware regen van de landingsbaan. Twee passagiers raakten lichtgewond.[18]
- Op 28 december 2014 verdwijnt vlucht QZ8501 met vliegtuigregistratie "PK-AXC" onderweg van Surabaya (Indonesië) naar Singapore van de radar boven de Javazee.[19][20]
- Op 30 december 2014 gleed een Airbus A320 van AirAsia Zest-vlucht EZD272 met vliegtuigregistratie RP-C8972 van de landingsbaan in Kalibo.